# Hellmut G. Haasis
Hellmut Gottfried Haasis (* 7. Januar 1942 in Mühlacker; † 23. Februar 2024 in Reutlingen) war ein deutscher Historiker, Schriftsteller und Verleger. Er studierte evangelische Theologie, Geschichte und Politik.
Als Autor trat er in unterschiedlichen literarischen Metiers in Erscheinung. Sein Werk reicht vom historischen Sachbuch mit wissenschaftlichem Anspruch über Erzählungen und Gedichte bis hin zum Theaterstück und Hörspiel sowie dem schwäbischen Mundart-Roman.
Einer größeren Leserschaft bekannt wurde Haasis, der in Reutlingen lebte, vor allem durch seine Biografie des Hitler-Attentäters Georg Elser, erschienen unter dem Titel Den Hitler jag' ich in die Luft. Der Attentäter Georg Elser, eine Biografie.

## Wirken
Als dem antiautoritären Spektrum der politischen Linken zugehöriger Publizist, Verleger (Freiheitsbaum-Verlag) und Rundfunkautor hat sich Haasis schwerpunktmäßig der Erforschung der Geschichte der herrschaftskritischen und demokratischen Basisbewegungen von der Antike bis zur Gegenwart zugewandt, die er beispielsweise in seinem umfangreichsten Werk „Spuren der Besiegten“ (drei Bände) veröffentlichte. Neben seiner historischen Feldforschung war er auch selbst politisch im Umfeld der Neuen sozialen Bewegungen engagiert. In den 1970er Jahren war er Vorsitzender der Reutlinger Gewerkschaftsjugend, in der kommunalen Legislaturperiode zwischen 1984 und 1989 für kurze Zeit als Nachrücker für die Grünen und Unabhängigen Mitglied des Gemeinderates in Reutlingen. Im zeitweilig in Reutlingen angesiedelten Trotzdem Verlag hatte er Kontakt zu dessen Gründer Wolfgang Haug, und veröffentlichte auch diverse Artikel in der von diesem Verlag herausgegebenen anarchistischen Zeitschrift Schwarzer Faden.
Bei Studienreisen, unter anderem nach Italien, setzte er sich – etwa im Zusammenhang mit den Fiat-Streiks in Turin – mit dem dortigen Operaismus, einer Bewegung der Arbeiter-Autonomie auseinander, in Süditalien und auf Sardinien mit dem sozialrevolutionären Brigantentum (Brigantaggio) und der sardischen Wandmalbewegung.
Nebenberuflich engagierte sich Haasis kulturell für Kinder: Er trat als „Märchenclown Druiknui“ auf. Als Mundartdichter versuchte er, den schwäbischen Dialekt lebendig zu halten (beispielsweise im Gedichtband „Jetz isch fai gnuag Hai honna. Schwäbische Gedichte“ – eingedeutscht: „Jetzt ist aber genug Heu eingefahren“). In diesen Bereichen zeigte Haasis zusätzlich zu den Ergebnissen seiner politisch-historischen Recherchen auch eine satirisch-kabarettistische Komponente. So trat er beispielsweise nach seinem Engagement in der Friedensbewegung gegen die sogenannte Nachrüstung von Anfang der 1980er Jahre bis in die Gegenwart als „Kommandör“ des „Karl-Valentin-Ährenbadaillons“ auf, als „Landesvorsitzender“ der „Bürgerinitiative Rätthet di alhte Rächtschreipungk“ oder als „schriftführer der antiimperialistischen basisgruppe nieder mit den großbuchstaben“.
Mit seiner Biographie über den Widerstandskämpfer gegen den Nationalsozialismus Georg Elser aus dem Jahr 1999 stieß Haasis die Würdigung des Hitlerattentäters maßgeblich an. Bis dahin hatte Elser im Gegensatz zu den Verschwörern des 20. Juli 1944 in der offiziellen Gedenkkultur der Bundesrepublik kaum eine Rolle gespielt.
Bücher von Haasis wurden in bis zu acht Sprachen übersetzt.

## Auszeichnungen
- 1990: Thaddäus-Troll-Preis für seinen im Jahr davor veröffentlichten Mundartroman Em Chrischdian sei Leich
- 1995: Civis-Medienpreis der ARD für das Hörspiel „Jud Süß“ im WDR
- 1999: Schubart-Preis der Stadt Aalen für die Biographie Joseph Süß Oppenheimers[4]
- 2013: Ludwig-Uhland-Preis[5]

## Werke (Auswahl)
- Hrsg.: Johann Benjamin Erhard: Über das Recht des Volks zu einer Revolution. Herausgegeben und mit einem Nachwort von Hellmut G. Haasis. Carl Hanser, München 1970.
- mit Erhard Lucas (Hrsg.): Heinrich Teuber: Für die Sozialisierung des Ruhrbergbaus. Verlag Roter Stern, Frankfurt am Main 1972 ISBN 3-87877-061-X.
- mit Erhard Lucas (Hrsg.): Adolf Meinberg: Aufstand an der Ruhr. Verlag Roter Stern, Frankfurt am Main 1973, ISBN 3-87877-060-X.
- Hrsg.: Joseph Dietzgen: Das Wesen der menschlichen Kopfarbeit und andere Schriften. Herausgegeben und mit einem Nachwort versehen von Hellmut G. Haasis. Luchterhand Literaturverlag, Neuwied 1973 (Nachwort, S. 177–223).
- in: Paul Mattick, Alfred Sohn-Rethel, H. G. H.: Beiträge zur Kritik des Geldes. Suhrkamp, Frankfurt am Main 1976.
- Bibliographie zur linksrheinischen deutschen Revolutionsbewegung der Jahre 1792/1793. Scriptor, Königstein im Taunus 1976, ISBN 3-589-20405-2 (3. Auflage, Stadt Mainz, Mainz 1981).
- Fiat – Legende und Wirklichkeit. In: Kursbuch, Karl-Markus Michel u. Harald Wieser (Hrsg.), Nr. 43 (März 1976), Arbeitsorganisation: Ende des Taylorismus, Berlin 1976, S. 102–117.
- Jetz isch fai gnuag Hai honna. Schwäbische Gedichte. Schwäbische Verlagsgesellschaft, Tübingen 1978.
- Spuren der Besiegten. 3 Bände, Rowohlt, Reinbek 1984.
  - Band 1: Freiheitsbewegungen von den Germanenkämpfen bis zu den Bauernaufständen im Dreißigjährigen Krieg. ISBN 3-499-16280-6.
  - Band 2: Von den Erhebungen gegen den Absolutismus bis zu den republikanischen Freischärlern 1848/49. ISBN 3-499-16281-4.
  - Band 3: Freiheitsbewegungen vom demokratischen Untergrund nach 1848 bis zu den Atomkraftgegnern. ISBN 3-499-16282-2.
- Morgenröte der Republik: Die linksrheinischen deutschen Demokraten 1789–1849. Ullstein, Frankfurt am Main/Berlin/Wien 1984, ISBN 3-548-35199-9 (online-Einführung zu den Ursprüngen der demokratischen Bewegung im deutschen Sprachraum).
- Gebt der Freiheit Flügel. Die Zeit der deutschen Jakobiner 1789–1805. 2 Bände, Rowohlt, Reinbek 1988, ISBN 3-499-18363-3.
- Em Chrischdian sei Leich – ein Vorstadtroman in schwäbischer Sprache. Freiheitsbaum-Verlag, 1989, ISBN 3-922589-05-7.
- Hrsg.: Walter G. Krivitsky: Ich war Stalins Agent. Trotzdem Verlag, Grafenau-Döffingen 1990, ISBN 3-922209-33-5.
- Joseph Süß Oppenheimers Rache. Erzählung, Biographischer Essay, Dokumente aus der Haft und dem Prozeß. Mit Illustrationen von Jona Mach (Jerusalem) und historischen Stichen. Gollenstein, Blieskastel 1994, ISBN 3-930008-04-1.
- Edelweisspiraten – Erzählungen über eine wilde Jugendbewegung gegen die Nazis. Trotzdem Verlag, Grafenau/Württemberg 1996, ISBN 3-922209-61-0.
- Joseph Süß Oppenheimer genannt Jud Süß. Finanzier, Freidenker, Justizopfer. Rowohlt, Reinbek 1998, ISBN 3-499-61133-3.
- Den Hitler jag' ich in die Luft. Der Attentäter Georg Elser, eine Biografie. Rowohlt, Berlin 1999. 2. „vollständig vom Autor überarbeitete Ausgabe“: Edition Nautilus, Hamburg 2009, ISBN 978-3-89401-606-7.
- Tod in Prag. Das Attentat auf Reinhard Heydrich. Rowohlt, Reinbek 2002, ISBN 3-498-02965-7.
- vom aufmüpfigen Geist der Schwaben. literarische performance. Klemm & Oelschläger, Ulm 2002, ISBN 3-932577-41-8.
- Märchenclown Druiknui. Fotos von Flora Haasis, Zeichnungen von Uli Trostowitsch. Freiheitsbaum, Paris/Reutlingen 2005, ISBN 3-922589-30-8.
- Georg Elser schwäbisch bei der Gestapo. Ein Stück mit 20 Szenen. Freiheitsbaum, Paris/Reutlingen 2007, ISBN 978-3-922589-31-0.
- Heisel Rein, der Gscheite Narr. Freiheitsbaum, Paris/Reutlingen 2008, ISBN 978-3-922589-32-7 (ausführliche Hintergrundinformationen)
- Volksbuch der verspotteten Päpste. Ein befreiendes Lachbuch. Freiheitsbaum, Paris/Reutlingen 2011, ISBN 978-3-922589-34-1.
- Georg Elser: Ein schwäbischer Kriegsgegner. Eine Einführung. Mit Grafiken von Uli Trostowitsch. Klemm & Oelschläger, Münster/Ulm 2012, ISBN 978-3-86281-043-7.
- Totengedenkbuch für Joseph Süß Oppenheimer. Kultur- und Veranstaltungs GmbH, Worms 2012, ISBN 978-3-936118-85-8 (mit dem hebräischen Gedenkblatt von Salomon Schächter, übersetzt und neuer hebräischer Satz von Yair Mintzker).

## Rezensionen (Auswahl)

### ZuDen Hitler jag' ich in die Luft. Der Attentäter Georg Elser, eine Biografie.
- Wilhelm von Sternburg: Rezension: H. G. Haasis, Den Hitler jag ich in die Luft. Der Attentäter Georg Elser. Eine Biographie. Berlin 1999. In: Die Zeit, 14. Oktober 1999.
- Ulrich Renz: Georg Elser war absolut professionell (Rez. neue Elser-Biogr.). In: Reutlinger General-Anzeiger, 6. Nov. 2009, S. 25.
- Siegfried Wollgast: Haasis, Oppenheimer (Rez), in: Edition Luisenstadt, 1998.
- Ingeborg Kottmann: Rezension von Haasis: Joseph Süß Oppenheimer, in: INFORM 2 (2001), Nr. 3
- Buchbesprechung zu Haasis' Elser-Biografie von Günther B. Ginzel: Psychogramm eines „einfachen Mannes“ (auf Deutschlandradio Kultur, 25. November 2009)
- Ein Einzelgänger, der die Zeichen der Zeit erkannte. (Rez. Georg Elser) in: Zeitpunkt für intelligente Optimistinnen und konstruktive Skeptiker. 28. Oktober 2009.

### ZuJoseph Süß Oppenheimer genannt Jud Süß. Finanzier, Freidenker, Justizopfer.
- Willi Jasper: Kaltblütiger Justizmord. Rezension: H. G. Haasis, Joseph Süß Oppenheimer, genannt Jud Süß, Reinbek 1998. In: Die Zeit, 5. Februar 1998.
- Freidenker und Justizopfer (Rez. Süß Oppenheimer) auf haGalil
- Cosima Bunke: Rezension zu Hellmut G. Haasis: Joseph Süß Oppenheimer, genannt Jud Süß. Finanzier, Freidenker, Justizopfer. 1998. Hausarbeit Uni Göttingen 2005. 47 Seiten.
- Ulrike Schäfer: Ein ehrenvolles Gedenken. Autor Hellmut G. Haasis stellt „Totengedenkbuch für Joseph Süß Oppenheimer“ vor. In: Wormser Zeitung, 20. August 2012.

### ZuTod in Prag. Das Attentat auf Reinhard Heydrich.
- Julius H. Schoeps: Tod eines Edelnazis. Der Anschlag auf Reinhard Heydrich – und seine Folgen (Rezension). In: Die Zeit, 11. Juli 2002.
- Uli Renz: Ein Mörder stirbt (Heydrich-Buch). in: Tribüne. 41. Jg., Heft 163, 3. Quartal 2002, S. 180–182.
- Horst Meier: Im Dilemma. Hellmut Haasis rekonstruiert nochmals das Attentat auf den SS-Führer Heydrich. In: Frankfurter Rundschau, 28. Oktober 2002.
- Jens Wonneberger: Reinhard Heydrichs Tod in Prag. Hellmut G. Haasis las bei den tschechischen Kulturtagen aus seinem Buch über das Attentat. in: Dresdner Neueste Nachrichten, 2. November 2002.
- Otto Klambauer: Attentat auf Hitlers Todesgott. (Rez.) In: Kurier, Wien, 27. Mai 2002.

### ZuHeisel Rein, der Gscheite Narr.
- Anne Allex: Wenn die Zahnräder anders drehen… Über die Geschichte des Heisel Rein. In: express – Zeitung für sozialistische Betriebs- und Gewerkschaftsarbeit. 49. Jg., Nr. 3–4/2011, S. 11–12.